# Férfiszenvedély
A Férfiszenvedély (eredeti cím: The Lost Weekend) 1945-ben bemutatott fekete-fehér amerikai filmdráma Billy Wilder rendezésében.
A Férfiszenvedély előtt az amerikai filmekben nevetséges, komikus figuraként jelenítették meg az iszákosokat. Billy Wilder elhagyta a csetlő-botló, megmosolyogtató részegesek ábrázolását, az alkoholizmus bomlasztó hatásának valódi, felnőtt és kíméletlen bemutatásával.

## Történet
Don Birman New York-i író, aki folyamatosan küzd szenvedélybetegsége ellen. Folyamatosan, lépésenként ábrázolja a lefelé húzó örvényt, azaz az alkoholizmus pusztító hatását. A férfi kész akár hazudni, lopni és csalni, hogy megszerezze a napi italadagját. Egy fiatal lány, Helen kitart mellette, megpróbálja szerelmével megszabadítani a férfit alkoholfüggőségétől. Egy időre sikereket is ér el, de hosszabb távon Don nem tud magán uralkodni, becsapja a lányt is. Végállomásként Don egy kórház detoxikálójában találja magát, amint a rémülettől sikoltozik a delírium okozta hallucinációk miatt.

## Így készült a film
A film egy részét manhattani helyszíneken forgatták. Az operatőr a száraz utcákat fakónak és ridegnek fényképezte, mintha Birman zavaros, önutálattól égő tekintetével látnánk. Egy jelenetben az író utolsó kincsét, az írógépét próbálja zálogházba adni. Vonszolja utcáról utcára magát és a súlyos gépet, de szombat lévén, a jom kippur miatt minden zálogház zárva van. Egy elegáns éjszakai bárban egy hölgy táskáját akarja elragadni, de rajtakapják és megalázó módon kidobják a helyiségből. Rózsa Miklós kísérőzenéje mesterien használja ki a korai elektronikus zenét, melynek kísérteties csapongó ritmusa Birman széteső világlátását fejezi ki.
A Hays-kódex megszorításai arra kényszerítették Wildert, hogy a szokásos boldog véggel zárja a filmet. A Paramount nem bízott a film sikerében, valamint a megriadt szeszipar 5 millió dollárt ajánlott fel a stúdiónak, ha nem mutatják be a filmet. A Férfiszenvedély hatalmas szakmai és közönségsikert aratott.
„Ezzel a munkámmal értem el, hogy az emberek elkezdtek komolyan venni” (Billy Wilder)
A később készült alkoholizmusról szóló filmek mind tisztelegtek a Férfiszenvedély előtt.

## Szereplők
| Színész             | Szerep            | Magyar hang       |
| ------------------- | ----------------- | ----------------- |
| Ray Milland         | Don Birnam        | Latinovits Zoltán |
| Jane Wyman          | Helen St. James   | Béres Ilona       |
| Phillip Terry       | Wick Birnam       | Mensáros László   |
| Howard Da Silva     | Nat               | Hadics László     |
| Doris Dowling       | Gloria            | Hámori Ildikó     |
| Frank Faylen        | 'Bim' Nolan ápoló | Molnár Tibor      |
| Mary Young          | Mrs. Deveridge    |                   |
| Anita Sharp-Bolster | Mrs. Foley        |                   |
| Lilian Fontaine     | Mrs. St. James    | Náray Teri        |
| Frank Orth          | opera ruhatárosa  |                   |
| Lewis Russell       | Mr. St. James     | Egri István       |

## Díjak, jelölések

### Cannes-i filmfesztivál(1946)
- díj: Nagydíj – Billy Wilder
- díj: legjobb férfi alakítás díja – Ray Milland

### Oscar-díj(1946)
- díj: legjobb film
- díj: legjobb adaptált forgatókönyv – Billy Wilder, Charles Brackett
- díj: legjobb férfi főszereplő – Ray Milland
- díj: legjobb rendező – Billy Wilder
- jelölés: legjobb operatőr – John F. Seitz
- jelölés: legjobb vágás – Doane Harrison
- jelölés: legjobb eredeti filmzene – Rózsa Miklós

### Golden Globe-díj(1946)
- díj: legjobb filmdráma
- díj: legjobb rendező – Billy Wilder
- díj: legjobb férfi főszereplő – Ray Milland

### New York-i Filmkritikusok Egyesülete(1946)
- díj: legjobb film
- díj: legjobb rendező – Billy Wilder
- díj: legjobb színész – Ray Milland

### National Board of Review (1945)
- díj: legjobb színész – Ray Milland